# Kashō Takabatake
Kashō Takabatake (6 d'abril de 1888 - 31 de juliol de 1966) va ser un il·lustrador i pintor japonès.

## Biografia
Kashō Takabatake va néixer el 6 d'abril de 1888 a la prefectura d'Ehime a l'illa de Shikoku en un lloc remot anomenat Uwajima. Després d'estudiar arts visuals a Osaka i després a Kyoto, es va traslladar a Tòquio. Allà hi va fer primer postals i després moltes il·lustracions per a revistes com Shōjo Sekai que li van valer una gran fama. Es nota especialment per la seva representació de la dona, molt allunyada del que es feia i de la imatge tradicional. Aquests personatges femenins semblen més lliures, més emancipats sexualment que els que s'esperava a la societat patriarcal de principis XX. L'expansionisme bèl·lic del Japó a partir dels anys trenta el va portar a retirar-se de la il·lustració. Hi va tornar després de la guerra però amb menys èxit. Va ser només a partir dels anys 60 que va ser redescobert. Va morir el 31 de juliol de 1966.
Els personatges femenins dibuixats per Kashō Takabatake sovint tenen trets andrògins.